# San Bonaventura (Pedro Ruiz González)
San Bonaventura è un dipinto del pittore spagnolo Pedro Ruiz González realizzato nel 1669 e conservato in una collezione privata. È una delle opere di più alta qualità della fase finale dell'artista ed è molto illustrativa delle sue caratteristiche pittoriche. 

## Storia
La storia del dipinto prima della sua apparizione nel 2004 in una casa d'aste di Madrid è sconosciuta. Attualmente l'opera è in una collezione privata. 

## Descrizione
Il dipinto raffigura San Bonaventura da Bagnoregio santo francescano detto “Dottore Serafico” per la sua grande fama di teologo. In vita divenne Generale dell'Ordine Francescano, vescovo e cardinale, e dopo la sua morte e canonizzazione fu proclamato Dottore della Chiesa da papa Sisto V nel 1588. Questi molteplici aspetti del santo sono rappresentati nel dipinto contemporaneamente. L'intera composizione dell'opera è dominata dalla figura di San Bonaventura, posta in posizione prominente al centro del dipinto, con il volto illuminato e le braccia semiestese in direzioni opposte, e circondato da angeli che occupano i quattro angoli della tela tracciando un'ellisse intorno ad esso. La figura di San Bonaventura potrebbe essere stata ispirata, in parte, da quella di San Isidro nel dipinto distrutto di Juan Carreño de Miranda il Miracolo della fontana, cui aspetto è noto da una stampa di Juan Bernabé Palomino e da due disegni preparatori dell'artista. La somiglianza non si limita alla posizione della figura del santo: simili sono anche la loro frontalità e solennità, il loro sguardo smarrito e ispirato, e la bella colorazione di entrambe le opere, che nel caso della tela di Carreño era dominata dalle nuvole luminose che occupava più della metà della superficie del dipinto. La composizione è equilibrata, anche se commossa e animata dal resto dei personaggi dell'opera. 
Vari elementi significativi della sua vita circondan Il cappello cardinalizio è ai suoi piedi, tenuto da un angelo, mentre un altro gli offre, mentre un altro gli offre il pastorale, simbolo della sua dignità di vescovo. Gli altri due angeli in fondo alla tela reggono rispettivamente una sua opera e la croce e una disciplina. Nella consolle di destra si possono vedere la penna e il calamaio per scrivere e vari oggetti legati alle sue opere, oltre alla mitria episcopale, la cuffia e il manipolo. 
San Bonaventura, in atteggiamento di pensare per scrivere, con lo sguardo perso per effetto dell'ispirazione che sembra discendere su di lui sotto forma di raggi di luce dorata, si trova su un sontuoso e colorato tappeto, secondo un dispositivo estetico utilizzato anche da altri pittori della scuola di Madrid. Il momento in cui sta scrivendo il suo libro Memorie di san Francesco è stato scelto per rappresentarlo. Si dice che mentre lo stava scrivendo, fu visitato da San Tommaso d'Aquino, che nel dipinto di Pedro Ruiz appare dietro San Bonaventura, entrò in scena e rimase sorpreso alla vista della scrittura di San Bonaventura. Secondo il racconto, san Tommaso commentò quando lo vide concentrato: “ Lascia che il santo lavori per il santo». In seguito, nel colloquio con san Bonaventura, san Tommaso gli avrebbe chiesto quali fossero le fonti del suo sapere teologico, davanti alle quali san Bonaventura avrebbe scostato il velo o sipario che copriva un crocifisso posto accanto a lui, additandolo come fonte di tutta la sua conoscenza. Questo istante dell'incontro tra San Bonaventura e San Tommaso, dopo quello dipinto da Pedro Ruiz González nella sua opera, è stato quello scelto da Zurbarán per rappresentare l'incontro tra i due santi nel suo dipinto distrutto San Bonaventura rivela il crocifisso a san Tommaso d'Aquino. Nel dipinto di Pedro Ruiz si vede un crocifisso alla destra del santo anch'esso coperto da un mantello ma che al momento rappresentato viene scoperto dall'azione di un angelo, alludendo così all'episodio della rivelazione del crocifisso a san Tommaso e lo stesso crocifisso come fonte di ispirazione intellettuale. 

### Esplicative
1. ↑  Firmato e datato accanto alla gamba destra del santo: «D.PºRVIZ / GONZALEZ / F.AT 1699».

### Bibliografiche
1. 1 2 3 4 5  Fernando López Sánchez 2007, pp. 153-155.
2. ↑  (ES) BIBLIOTECA DIGITAL HISPÁNICA, su bdh.bne.es. URL consultato il 2 gennaio 2022.
3. ↑  (ES) Carreño de Miranda, Juan, su academiacolecciones.com. URL consultato il 2 gennaio 2022.